# I giorni impuri dello straniero
I giorni impuri dello straniero (The Sailor Who Fell from Grace with the Sea) è un film del 1976 diretto da Lewis John Carlino, basato sul romanzo Il sapore della gloria di Yukio Mishima.